# Vourasie
Vourasie, född 6 maj 1987, död 1998, var en fransk travare som tävlade mellan 1990 och 1996. Hon tränades under hela tävlingskarriären av Léopold Verroken och kördes av Bernard Oger. Hon var efter hingsten Fakir du Vivier och undan stoet Fleurasie efter Remember. Hon var även halvsyster till Ourasi.

## Karriär
Vourasie tävlade mellan 1990 och 1996 och sprang in 14,7 miljoner franc efter att ha tagit 24 segrar på 70 starter. Hon räknas som ett av de främsta franska stona genom tiderna. Hon tog bland annat tre raka segrar i Prix de Paris (1993, 1994, 1995).
Hon har även segrat i stora lopp som Prix Octave Douesnel (1991), Prix Marcel Laurent (1992), Prix Doynel de Saint-Quentin (1992), Prix d'Été (1993), Prix de Bretagne (1994), Prix de Bourgogne (1994, 1995), Prix de France (1994) och Prix Chambon P (1994). Hon kom även andra plats i Critérium des 5 ans (1992) och Prix d'Amérique (1994, 1995).

### Efter tävlingskarriären
Efter tävlingskarriären var Vourasie verksam som avelssto på Haras d'Aussy. Hon dog av blodförgiftning, efter att ha fött Kalinette d'Aussy, som blev hennes enda avkomma.

## Större segrar i urval
| År   | Lopp                         | Kusk         | Tränare          | Grupp   |
| ---- | ---------------------------- | ------------ | ---------------- | ------- |
| 1991 | Prix Octave Douesnel         | Bernard Oger | Léopold Verroken | Grupp 2 |
| 1992 | Prix Marcel Laurent          | Bernard Oger | Léopold Verroken | Grupp 2 |
| 1992 | Prix Doynel de Saint-Quentin | Bernard Oger | Léopold Verroken | Grupp 2 |
| 1993 | Prix de Paris                | Bernard Oger | Léopold Verroken | Grupp 1 |
| 1993 | Prix d'Été                   | Bernard Oger | Léopold Verroken | Grupp 1 |
| 1994 | Prix de Bretagne             | Bernard Oger | Léopold Verroken | Grupp 2 |
| 1994 | Prix de Bourgogne            | Bernard Oger | Léopold Verroken | Grupp 2 |
| 1994 | Prix de France               | Bernard Oger | Léopold Verroken | Grupp 1 |
| 1994 | Prix de Paris                | Bernard Oger | Léopold Verroken | Grupp 1 |
| 1994 | Prix Chambon P               | Bernard Oger | Léopold Verroken | Grupp 2 |
| 1995 | Prix de Bourgogne            | Bernard Oger | Léopold Verroken | Grupp 2 |
| 1995 | Prix de Paris                | Bernard Oger | Léopold Verroken | Grupp 1 |

## Stamtavla
| Efter Fakir du Vivier 1971 | Sabi Pas      | Carioca II | Mousko Williams |
| Efter Fakir du Vivier 1971 | Sabi Pas      | Carioca II | Quovaria        |
| Efter Fakir du Vivier 1971 | Sabi Pas      | Infante II | Hernani III     |
| Efter Fakir du Vivier 1971 | Sabi Pas      | Infante II | Sa Bourbonnaise |
| Efter Fakir du Vivier 1971 | Ua Uka        | Kerjacques | Quinio          |
| Efter Fakir du Vivier 1971 | Ua Uka        | Kerjacques | Arlette III     |
| Efter Fakir du Vivier 1971 | Ua Uka        | Flicka     | Ibarra          |
| Efter Fakir du Vivier 1971 | Ua Uka        | Flicka     | Va Sylva        |
| Undan Fleurasie 1971       | Remember      | Atus II    | Hernani III     |
| Undan Fleurasie 1971       | Remember      | Atus II    | Juignettes      |
| Undan Fleurasie 1971       | Remember      | Bredouille | Quiroga II      |
| Undan Fleurasie 1971       | Remember      | Bredouille | Stele           |
| Undan Fleurasie 1971       | Taina du Mont | L'x        | Carioca II      |
| Undan Fleurasie 1971       | Taina du Mont | L'x        | Uvette          |
| Undan Fleurasie 1971       | Taina du Mont | Moniqua II | Euripide        |
| Undan Fleurasie 1971       | Taina du Mont | Moniqua II | Igra            |